# Le Jour où tout a basculé
Le Jour où tout a basculé (ou LJOTAB en abrégé) est une émission de télévision française de réalité scénarisée présentée par l'avocate Nathalie Fellonneau et diffusée sur France 2 du 25 juillet 2011 au 21 août 2014 puis rediffusée sur NRJ 12 et Chérie 25. Elle est aussi disponible sur YouTube depuis 2015.
Au Luxembourg, la série a été diffusée sur RTL9. En Belgique, elle a été proposée sur AB3 et sur Tipik.

## Principe
Le jour où tout a basculé  reconstitue des histoires basées sur des faits réels et qui auraient fait basculer la vie d'une personne. Chaque histoire, écrite et réalisée comme un reportage, est interprétée par des comédiens. La plupart des protagonistes interviennent ponctuellement entre les différentes scènes pour faire part de leurs impressions.

## Concept et historique
La série commence en juillet 2011, quand France 2, via la Concepteria, société de production de Julien Courbet, lance la saison 1 en utilisant pour la première fois en France le concept d'origine allemande de la réalité scénarisée. Ce dernier, au moyen notamment de codes de la télé-réalité, permet de narrer des histoires fictionnelles avec des coûts de production peu élevés, avantage compétitif dans un contexte de restriction budgétaire. Les histoires mises en scène ne sont pas des reconstitutions de faits réels, mais bien des fictions inspirées de faits réels, parfois même de cas traités par l’équipe de Julien Courbet dans son émission de radio, mais il peut aussi s’agir d'histoires inventées de toutes pièces.
Nathalie Fellonneau, avocate et présentatrice de l’émission, intervient dans les phases d'écriture, ainsi qu'en plateau, entre deux histoires, pour apporter un éclairage juridique. Pour accéler les temps de production, la Concepteria travaille avec 30 auteurs en même temps, qui écrivent les scénarios de fiction sous la responsabilité d'un directeur de collection (Michel Alexandre pour les saisons 1 et 2). Entre le moment où l’idée de départ est trouvée et celui où l’épisode est prêt à être tourné, il se passe en moyenne 3 semaines.
À partir du 1er octobre 2012 est diffusée une déclinaison de l'émission, Le jour où tout a basculé à l’audience, qui a la particularité de se dérouler lors d'un procès de justice.

## Diffusion
L'émission est remise à l'antenne à partir 3 janvier 2012 en raison de ses bonnes audiences, tous les jours de la semaine, du lundi au vendredi de 16 h 15 à 17 h 10. Après quelques semaines de rediffusion d'épisodes de la première saison, la deuxième saison constituée d'épisodes inédits est proposée toujours à cette case horaire. À partir du 2 avril, Le jour où tout a basculé est décalé de 17 h à 17 h 25 car de 16 h à 17 h c'est Le Tourbillon de l'amour qui est diffusé avant d'être déprogrammé le 6 mai 2013. LJOTAB restera quand même à l'antenne de 17 h à 17 h 25, les émissions Toute une histoire et Comment ça va bien ! ayant été rallongées pour compenser le départ du Tourbillon de l'amour. Toute une histoire sera diffusée de 14 h à 15 h 20 et Comment ça va bien ! de 15 h 30 à 15 h 50. Ces émissions seront donc rallongées de 20 minutes jusqu'à la fin de la saison (juillet 2013).
Après avoir mis sur pause la production de nouveaux épisodes, France Télévisions et la société de Julien Courbet publient en 2015 les épisodes sur YouTube, et en 2016, le groupe NRJ achète le droit d'en rediffuser les épisodes sur ses chaînes de la TNT, ce qu'il fait à partir de cette date sur NRJ 12 du lundi au vendredi de 9 h 55 à 10 h 55 et de 14 h 55 à 16 h 25 du 3 septembre 2018 au 28 juin 2019 puis de 11 h 30 à 14 h 30 en été 2019, ainsi que sur Chérie 25 du lundi au vendredi de 11 h 30 à 14 h du lundi 22 août 2016 jusqu'au vendredi 24 août 2018 puis de 8 h 50 à 11 h 45 dès le 6 septembre 2019. En 2022, les épisodes sont diffusés en continu de 11 h 45 à 18 h 20.
Au Luxembourg, la série a été diffusée sur RTL9. En Belgique, elle a été proposée sur AB3 et à partir de septembre 2020 sur Tipik.

## Fiche technique de l'émission
Sauf indication contraire, les informations mentionnées dans cette section peuvent être confirmées par la base de données cinématographiques IMDb,  présente dans la section « Liens externes ».
- Genre : Réalité scénarisée, Drame
- Producteurs : Julien Courbet, Nicolas Mathieu
- Directeur de collection : Michel Alexandre
- Musique (thème générique et épisodes compris) : Jean-Philippe Ichard, Théophile Collier, Frédéric Jaffre, Christophe Sarret, Romain Vissol
- Image : Gérald Breistroff et Pascal Baillargeau
- Montage : Laurence Rossi
- Casting : Julie Philippe et Jeap Sivaggiani
- Maquillage : Émilie Caron, Xinjie Ge, Karen Haddad, Céline Bihan
- Production : 
  - directeur de l'unité adjoint : Hannah Jones, Johann Lorillon, Géraud Pineau, Martin Day, Arnaud Rivaille et Audrey Robins
  - 2e directeur assistant : Sarah Barbault, Jessica Warszawski et Olivier Raspail
- Son : Michel Galindo, Benjamin Haïm, Fabrice Eymery
- Caméra : Martin Livet et Martin Legrand 
  - Assistant : Charles Biron, David Kalifa
- Script :
  - Coordinateur d'écriture : Frédéric Douté
  - Superviseur du script : Sylvie Dumuis
- Présentatrice : Nathalie Fellonneau
- Voix off : Bertrand Chauvise (saisons 1 et 2), Christophe Pages (saisons 2 et 3), Marc Duquenoy (saison 4)
- Pays :  France
- Langue : Français
- Format Image : 16/9 HD [8] (Panasonic AG-AF101[8]) / son Stéréo / Couleur
- Nombre de saisons : 4
- Nombre d'épisodes : 372[1]
- Budget : 70 000 €
- Durée : 26 minutes
- Société(s) de production : La Concepteria[9] avec la participation de France Télévisions
- Chaîne : 
  - France 2 (originale)
  - AB3, RTL9, Chérie 25 et Tipik (rediffusion)
- Première diffusion : 25 juillet 2011
- Dernière diffusion : 21 août 2014

## Accueil
La diffusion sur France 2 s'accompagne de bonnes audiences. Ainsi, la première émission diffusée le lundi 25 juillet 2011 a réuni en moyenne 1,5 million de téléspectateurs soit 13,6 % de part d'audience. L'émission diffusée le 22 août 2011, avec les deux épisodes « Ma fille est attirée par les femmes » et « J'ai piégé mon ex », a elle réuni presque 1,8 million de téléspectateurs, soit près de 15,6 % de part d'audience, tandis que l'émission diffusée le 25 août 2011, « Mon père s'oppose à ma passion » et « Mon chef me terrorise », a réuni un peu plus de 2 millions de téléspectateurs soit près de 19,7 % de parts d'audience.
Bien qu'ayant trouvé son public, l'émission a eu majoritairement des critiques négatives dans différents médias, avec par exemple L'Obs qui parle d'un programme avec « des acteurs de seconde zone, aidés dans leur tâche laborieuse par des crescendi violonnesques poussifs » ou Madmoizelle qui écrit que « la production paie (mal) des acteurs pour incarner de risibles caricatures névrosées ».
Le succès de l'émission se construit aussi au fur et à mesure des années au moyen des rediffusions profuses des épisodes sur les chaînes du groupe NRJ, tandis qu'après plusieurs années de présence sur Youtube, beaucoup d'épisodes affichent plusieurs millions de visionnages. En 2023, Arrêt sur images explique ainsi que le programme « semble avoir acquis hors du radar médiatique un statut culte ».